# Nagyagita
La nagyagita és un mineral de la classe dels sulfurs, que rep el nom del jaciment romanès de Nagyag, on va ser descoberta l'any 1845.

## Característiques
La nagyagita és una sal sulfur de diversos metalls en quantitat variable: plom, antimoni, or i tel·luri. A més dels elements de la seva fórmula, Pb₅Au(Te, Sb)₄S5-8, sol portar com a impureses: plata, ferro i bismut. Cristal·litza en el sistema monoclínic, formant cristalls tabulars, sovint també doblegats. És un mineral molt tou, sent la seva duresa d'1 a 1,5 mesurada a l'escala de Mohs. També s'hi pot trobar de manera massiva i granular. Es pot confondre fàcilment amb la tetradimita. És un mineral buscat com a mena d'or, per l'alt preu d'aquest metall.

## Formació i jaciments
Es forma en filons hidrotermals epitèrmics que contenen minerals de l'or i del tel·luri. Sol trobar-se associada a altres minerals com: altaïta, petzita, silvanita, telurantimoni, coloradoïta, krennerita, arsènic natiu, or natiu, proustita, rodocrosita, arsenopirita, esfalerita, tetraedrita, calaverita, telurobismutita, galena o pirita.